# Фугаму
Фугаму (фр. Fougamou) — город в центральной части Габона, на территории провинции Нгуни. Административный центр департамента Цамба-Магоци.

## География
Город расположен на западном берегу реки Нгуни (англ., приток Огове). Абсолютная высота — 623 метра над уровнем моря. К востоку от Фугаму расположены национальный парк Вака (англ.) и горный массив Шайю.

## Население
По данным на 2013 год численность населения составляет 8002 человека.
Динамика численности населения города по годам:
| 1993 | 2013 |
| ---- | ---- |
| 4100 | 8002 |

## Транспорт
Через Фугаму проходит автомобильная дорога N1, соединяющая города Ламбарене и Муила.